# Внешняя политика Испании
Внешняя политика Испании - дипломатические связи Королевства Испании с другими государствами и международными организациями. Основными направлениями внешних отношений правительства Испании являются страны Европейского союза, Латинской Америки и Южного Средиземноморья.  В рамках ООН Испания поддерживает дипломатические отношения почти со всеми странами.
Апозо

## Латинская Америка

### Аргентина
Заложение основ аргентино-испанских отношений приходится на XVI век, когда впервые испанская экспедиция оказалась на аргентинских землях и в Лаплатской низменности образовалось первое испанское поселение. В начале XIX века, в результате Майской революции Аргентина приобрела независимость от Испании. И только спустя 14 лет, в 1824 году Испанская империя признала независимость Аргентины. 
Началом для дипломатических отношений стал договор о мире и дружбе подписанный в 1863 году.  
В Мадриде находится аргентинское посольство, а в Барселоне и Виго - генеральные консульства. Также в Кадисе, Санта-Крус-де-Тенерифе и Пальме есть консульства. Испанское посольство расположено в Буэнос-Айресе, а в Кордове, Росарио, Баия-Бланке и Мендосе - генеральные консульства.

### Чили
C 1542 года территория Чили входила в состав  Испанской империи. В 1810 году Чили стала Автономной Республикой в составе империи и стала бороться за независимость. В 1818 году победа в битве при Майпу над испанскими войсками привела к независимости Чили.  Только в 1844 году Испания признала независимость Чили и были заложены двусторонние отношения. 
В настоящее время дипломатические отношения между двумя странами поддерживаются в стабильности. В Мадриде находится чилийское посольство, а в Барселоне - консульство. Испанское посольство в Чили находится в Сантьяго.

### Перу
Нынешняя столица Перу Лима была основана в 1535 году испанцами. Хотя и независимость Перу была объявлена в 1821 году, фактическая независимость была приобретена в 1824 году. Испания признала независимость Перу в 1879 году. В том же году были установлены двусторонние отношения. В 1938 году из-за напряженностей во время  гражданской войны в Испании страны разорвали дипломатические отношения. Но год спустя отношения были налажены и стороны открыли посольства в столицах друг друга. В Лиме находится испанское посольство, а в Мадриде - посольство Перу. Кроме того в Бильбао, Валенсии, Барселоне и Севилье находятся генеральные консульства. 

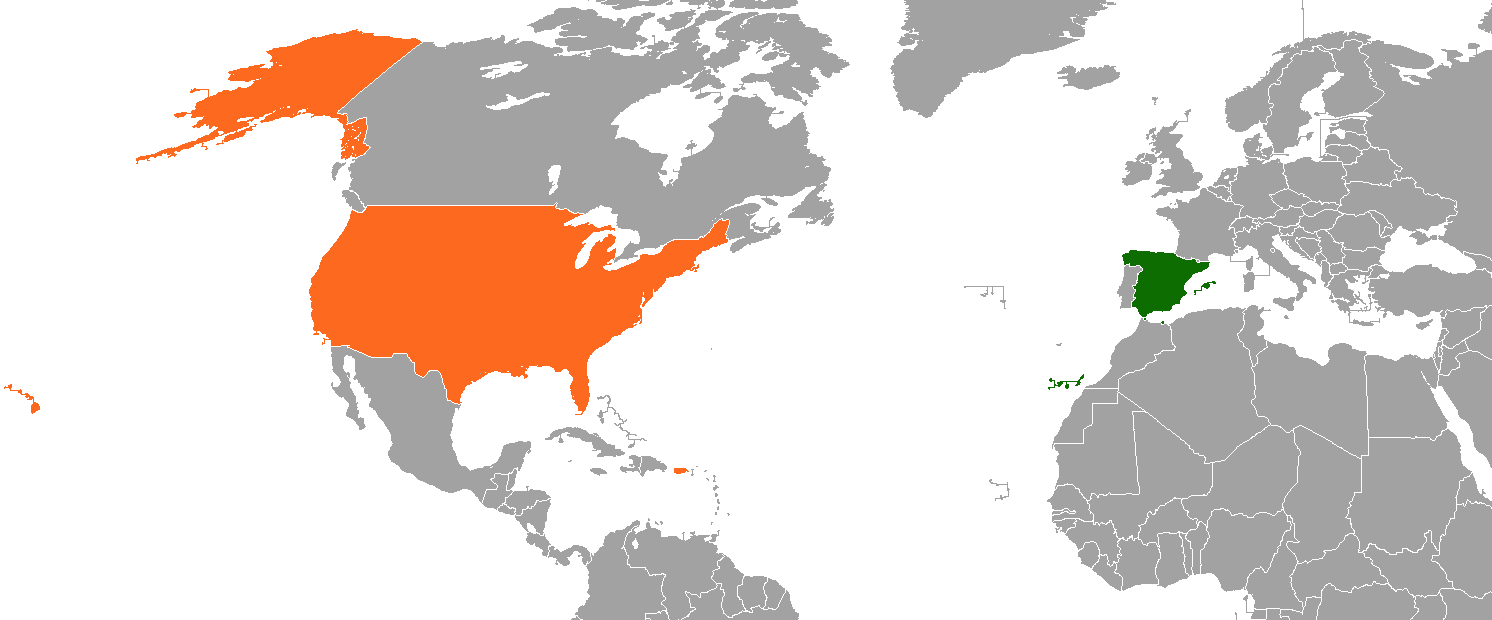
США (оранжевый) и Испания (зелёный) на карте мира

## США
Год спустя после разрыва внешних связей с США вслед за поражением (1898 год) в испано-американской войне, в 1899 году дипломатические отношения были восстановлены. Важным этапом в развитии двусторонних отношений стала совместная декларация, подписанная в январе 2001 года МИДом Испании и государственным секретарём США. 
На сегодняшний день страны сотрудничают в рамках организации НАТО, двусторонних договоров о взаимной обороне, навигации, торговле и налогообложении. 

## См.также
- Список дипломатических миссий Испании
- Посольство Испании в России

## Внешние ссылки
- Внешняя политика Испании в Латинской Америке: основные линии современного сотрудничества